# 磅蛋糕
磅蛋糕（英語：Pound cake）是屬於蛋糕三大類中麵糊類蛋糕(英語：Batter type)裡極具代表性的一種，基本上在製作時採用固體油脂，利用其打發後包裹空氣之特性，使糕體麵糊加熱後易膨脹，產生鬆軟之質感，為避免其高油脂導致油水分離，配方內的乳化劑（如:蛋黃）不可或缺，在傳統上磅蛋糕指的是用各重一磅的麵粉、油脂、食糖和雞蛋製成的蛋糕。

## 歷史
磅蛋糕的歷史可以追溯至18世紀初，而 磅蛋糕 一詞最早由Hannah Glasse 在她的Art of Cookery（1747年出版）裡提及 （页面存档备份，存于），因為配方裡麵粉、油脂、食糖和雞蛋中的每一種份量都是劃一為一磅，因此配方容易記憶，而使磅蛋糕受到青睞。

## 外部資料
- 磅蛋糕歷史 （页面存档备份，存于）
- 磅蛋糕介紹及做法 （页面存档备份，存于）